# Dischidia tomentella
Dischidia tomentella är en oleanderväxtart som beskrevs av Henry Nicholas Ridley. Dischidia tomentella ingår i släktet Dischidia och familjen oleanderväxter. Inga underarter finns listade i Catalogue of Life.